# اسکای رجیونال ایرلاینز
اسکای رجیونال ایرلاینز (به انگلیسی: Sky Regional Airlines) یک شرکت هواپیمایی با کد یاتا RS است که در تاریخ ۲۰۱۰ میلادی تأسیس شده‌است. دفتر مرکزی اسکای رجیونال ایرلاینز در فرودگاه بین‌المللی پیرسون تورنتو واقع شده‌است و به ۱۶ مقصد، پرواز انجام می‌دهد.